# Denys Yurchenko
Pour les articles homonymes, voir Yurchenko.
Denys Sergiïovych Yurchenko (en ukrainien : Денис Сергійович Юрченко ; né le 27 janvier 1978 à Donetsk) est un athlète ukrainien, spécialiste du saut à la perche.

## Biographie
Denys Yurchenko commence à pratiquer le saut à la perche à l'âge de dix ans, inspiré par les performances de Sergueï Bubka.
Il participe aux Jeux olympiques de 2000, mais est éliminé en qualifications avec une barre à 5,40 m. Il se classe 6e à la fois aux Championnats d'Europe de 2002 et aux Championnats du monde de 2003.
En 2004, Yurchenko remporte la médaille de bronze aux Championnats du monde en salle à Budapest, en franchissant 5,70 m. Il est devancé par la Russe Igor Pavlov et le Tchèque Adam Ptácek. Plus tard dans la saison, aux Jeux olympiques, il prend la 9e place de la finale.
En 2005, il devient vice-champion d'Europe en salle grâce à une barre à 5,85 m, qui constitue son record personnel. Le titre revient une nouvelle fois à Igor Pavlov. En 2007, il remporte une nouvelle médaille d'argent aux Championnats d'Europe en salle, battu cette fois par l'Allemand Danny Ecker. 
Lors des Jeux olympiques de 2008, il monte sur la troisième marche du podium, derrière l'Australien Steven Hooker et le Russe Yevgeny Lukyanenko,. Cette performance lui vaut les félicitations du premier ministre Ioulia Tymochenko. Il est disqualifié le 17 novembre 2016.

## Palmarès
| Date | Compétition                    | Lieu       | Résultat | Marque |
| ---- | ------------------------------ | ---------- | -------- | ------ |
| 2002 | Championnats d'Europe          | Munich     | 6e       | 5,70 m |
| 2003 | Championnats du monde          | Paris      | 6e       | 5,70 m |
| 2004 | Championnats du monde en salle | Budapest   | 3e       | 5,70 m |
| 2004 | Jeux olympiques                | Athènes    | 9e       | 5,65 m |
| 2005 | Championnats d'Europe en salle | Madrid     | 2e       | 5,85 m |
| 2007 | Championnats d'Europe en salle | Birmingham | 2e       | 5,71 m |
| 2007 | Championnats du monde          | Osaka      | 12e      | 5,66 m |
| 2008 | Jeux olympiques                | Pékin      | —        | DSQ    |

### Autres
- Champion d'Ukraine du saut à la perche : 1999-2000, 2002-2003, 2006[12] et 2008[1].

## Records
| Épreuve                     | Performance | Lieu   | Date           |
| --------------------------- | ----------- | ------ | -------------- |
| Saut à la perche            | 5,83 m      | Kiev   | 3 juillet 2008 |
| Saut à la perche (en salle) | 5,85 m      | Madrid | 5 mars 2005    |